# Messier 9
Messier 9 (také M9 nebo NGC 6333) je kulová hvězdokupa v souhvězdí Hadonoše s magnitudou 7,7 a zdánlivým průměrem 12'. Objevil ji Charles Messier 28. května 1764. Od Země je vzdálena 25 800 světelných let.

## Pozorování

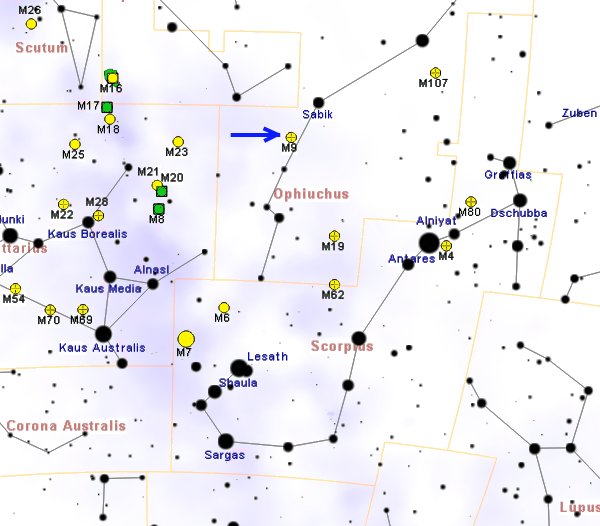
Poloha M 9 v souhvězdí Hadonoše.

Vyhledání M9 je snadné, protože leží blízko spojnice hvězd Sabik (η Oph) a θ Oph, 3,5° jihovýchodně od první jmenované. Na tmavé průzračné obloze je možné ji pozorovat obyčejným středně velkým triedrem 10x50, ve kterém se ukáže jako světlý mlhavý kotouček. Dalekohled o průměru 80 až 120 mm v ní nedokáže rozlišit jednotlivé hvězdy a hvězdokupa tak zůstává nezřetelná, i když je možné rozeznat její jádro a okrajovou oblast. Dalekohledy o průměru 200 mm již dokáží rozlišit několik hvězd 13. magnitudy, zejména východně a jižně od středu.
Poblíž M9 je možné vyhledat mnoho dalších kulových hvězdokup: 80' směrem na severovýchod od ní je slabší kulová hvězdokupa NGC 6356 a 80' jihovýchodně ještě slabší NGC 6342 a 9° jihozápadně jasnější Messier 19. 9° východně pak leží otevřená hvězdokupa Messier 23 a mnoho dalších objektů Messierova katalogu.
M9 je možno jednoduše pozorovat z většiny obydlených oblastí Země, protože má dostatečně nízkou jižní deklinaci. Přesto není pozorovatelná v některých částech severní Evropy a Kanady, tedy za polárním kruhem. Naopak na jižní polokouli je hvězdokupa dobře viditelná vysoko na obloze během jižních zimních nocí. Nejvhodnější období pro její pozorování na večerní obloze je od května do srpna.

## Historie pozorování
Hvězdokupa byla objevena 28. května 1764 Charlesem Messierem, který ji popsal takto: "mlhovina bez hvězd v pravé noze Hadonoše, je kulatá a její světlo je slabé … průměr 3 úhlové minuty." O 20 let později v ní William Herschel rozeznal první hvězdy. Herschel ji popsal jako velmi zhuštěnou hvězdokupu, která obsahuje malinké hvězdy a vypadá jako zmenšená kupa Messier 53. Heinrich Louis d'Arrest ji označil za zářivý objekt kulatého neohraničeného tvaru a podobný popis zanechal William Parsons.

## Vlastnosti
M9 je vzdálena od Země 25 800 světelných let a její vzdálenost od středu Galaxie činí 5 500 světelných let. Je jednou z nejbližších kulových hvězdokup ke středu Galaxie. Její úhlová velikost 12' odpovídá skutečnému průměru 90 světelných let. Od Slunce se vzdaluje velkou rychlostí 230 km/s.
Její vizuální magnituda je 7,7 a absolutní magnituda -8,04, takže celková jasnost hvězdokupy je přibližně 120 tisíckrát větší než jasnost Slunce. Její nejjasnější hvězdy jsou zdánlivé hvězdné velikosti 13,5 a lze je spatřit již ve středně velkých dalekohledech (průměr 150 mm). Bylo v ní objeveno 13 proměnných hvězd.